# 5-羟过氧化二十碳四烯酸
5-羟过氧化二十碳四烯酸 (英語：5-hydroperoxyeicosatetraenoic acid，5-HPETE)是体内白三烯生物合成过程中，花生四烯酸到白三烯A4的中间物质，由花生四烯酸5-酯氧酶合成。

Eicosanoid synthesis.